# Maison du Doyenné (Brioude)
Pour les articles homonymes, voir Maison du Doyenné.
La maison du Doyenné est une maison inscrite monument historique située dans la ville de Brioude, sous-préfecture de la Haute-Loire, et dans la région administrative de l'Auvergne-Rhône-Alpes.

## Description historique
La maison fut construite sur le modèle des maisons-fortes urbaines et mentionnée dès le XIIe siècle, durant la même époque que la fortification du doyenné. Après sa destruction en 1163, des travaux et des transformations importantes sont réalisées à partir de 1282. Au premier étage de la grande salle se trouve un plafond au décor peint armorié exécuté vers 1283-1285. L'escalier en pierre menant au premier étage doit sans doute dater de la fin du XVIIIe siècle ou du début du XIXe siècle.  
Une division des grandes salles est effectuée au XVIIIe siècle pour sa transformation en appartements. La Caisse d'épargne s'installe en 1850 sur l'emplacement du doyenné, et en 1875 une halle aux grains est bâtie sur ce lieu. Il ne reste plus de l'ensemble que le corps principal. 
Le plafond à poutres peintes de la salle du premier étage est classé au titre des monuments historiques par arrêté du 10 septembre 1956. La maison en totalité, y compris l'escalier et les salles avec leurs décors peints, à l'exclusion du plafond à poutres peintres classé de la salle du premier étage sont inscrits au titre des monuments historiques par arrêté du 19 mai 2003.
La Maison du Doyenné accueille depuis 2018 des expositions d'art moderne et contemporain dont l'organisation est assurée par l'association Le Doyenné.

## Galerie

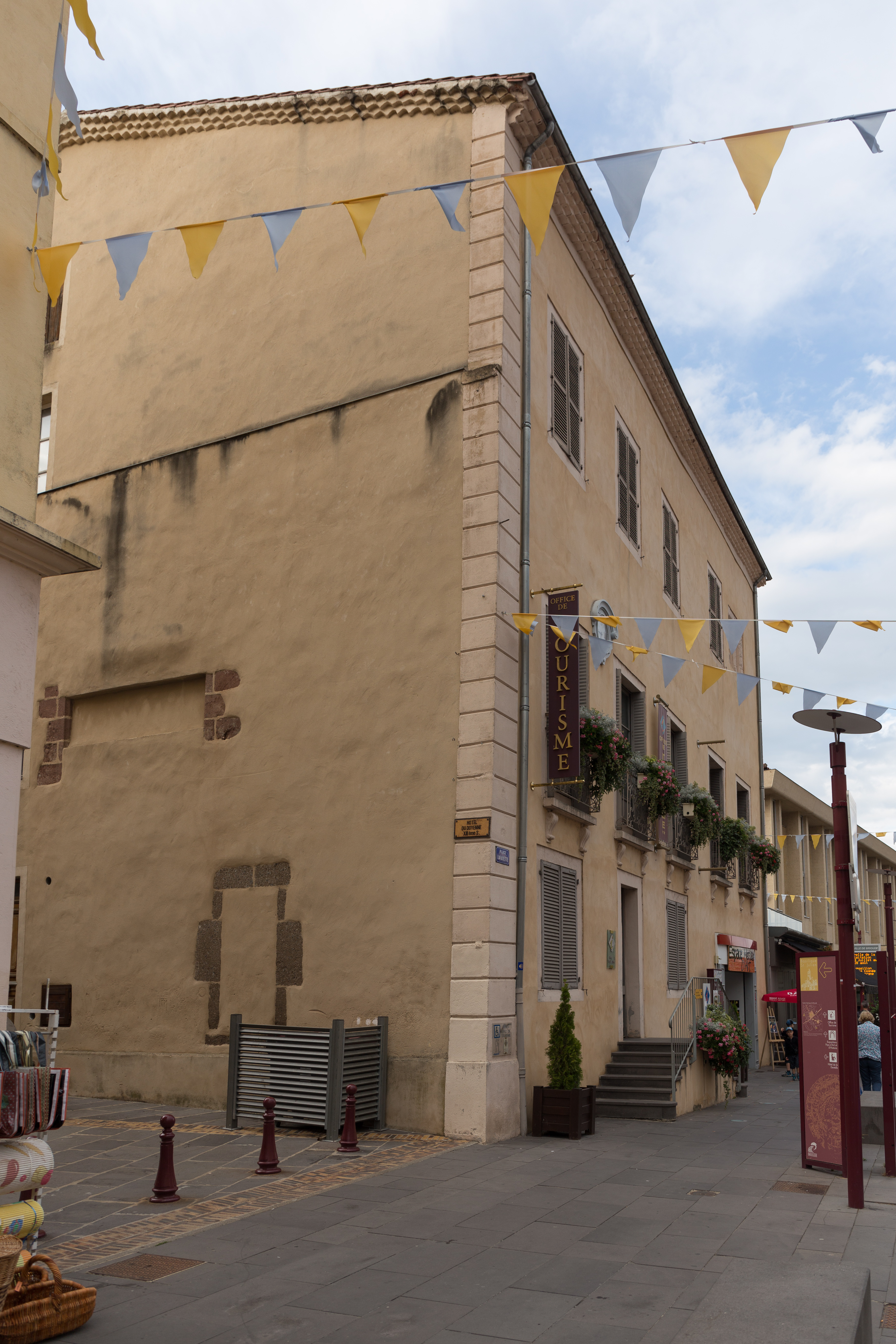
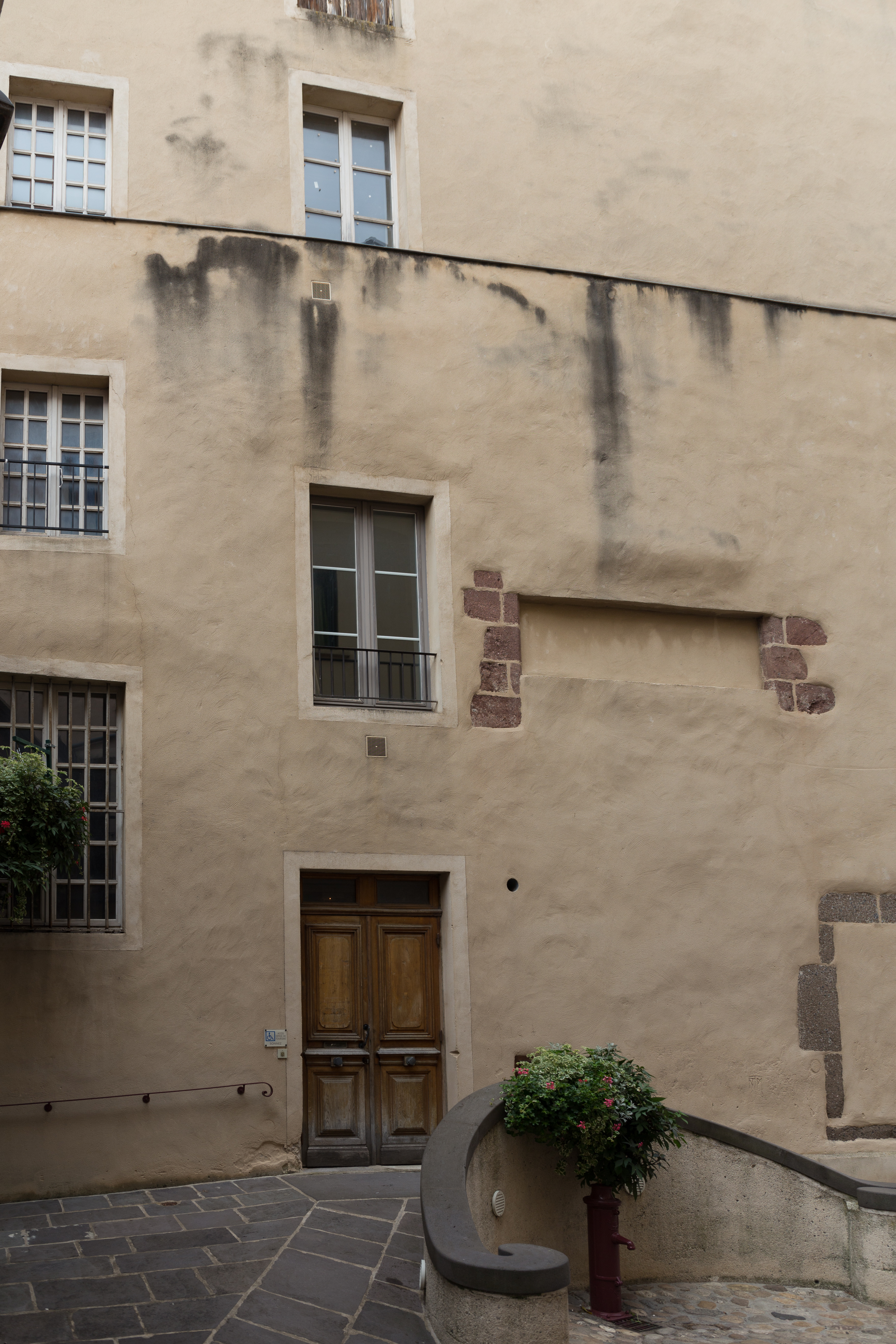